# Ichthyophis glandulosus
Ichthyophis glandulosus cũng gọi là Ếch giun đảo Basilan là một loài ếch giun thuộc chi Ichthyophis, Họ Ếch giun. Đây là một loài động vật được tìm thấy ở Philipin. Môi trường sinh sống của chúng ở các khu vực nhiệt đới và cận nhiệt đới, trong các ao hồ nước ngọt, sông, vùng đất nông nghiệp ngập nước theo mùa. 